# Русаков, Николай Николаевич
Николай Николаевич Русаков — советский хозяйственный, государственный и политический деятель, Герой Социалистического Труда.

## Биография
Родился в 1918 году в Петрограде. Член КПСС с года.
Участник Великой Отечественной войны. С 1946 года — на хозяйственной, общественной и политической работе. В 1946—1981 гг. — слесарь, бригадир бригады слесарей-инструментальщиков объединения «Электросила» имени С. М. Кирова Министерства электротехнической промышленности СССР, лучший инструментальщик завода «Электросила».
Указом Президиума Верховного Совета СССР от 8 августа 1966 года присвоено звание Героя Социалистического Труда с вручением ордена Ленина и золотой медали «Серп и Молот».
Избирался депутатом Верховного Совета СССР 6-го и 7-го созывов. Делегат XXIII съезда КПСС.
Умер в Ленинграде после 1985 года.